# Hemisarcoptes cooremani
Hemisarcoptes cooremani är en spindeldjursart som först beskrevs av Thomas 1961.  Hemisarcoptes cooremani ingår i släktet Hemisarcoptes och familjen Hemisarcoptidae. Inga underarter finns listade i Catalogue of Life.